# Alexander von Liezen-Mayer

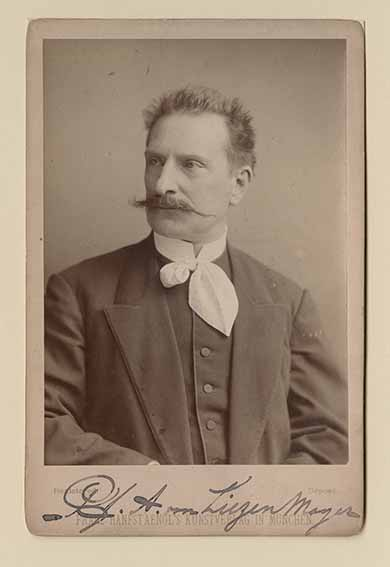
Alexander von Liezen-Mayer.

Alexander von Liezen-Mayer, född 24 januari 1839 i Raab, död 19 februari 1898 i München, var en ungersk målare.
Liezen-Mayer rönte stark påverkan av Carl von Piloty, vars elev han blev 1862. Dennes stil kan spåras i målningar som Elisabet av England och Maria Stuart vid Karl IX:s kröning men framför allt i Elisabet undertecknar Maria Stuarts dödsdom (1873) på Wallraf-Richartzmuseet i Köln, betraktat som Liezen-Mayers främsta verk. Han har även målat en mängd porträtt, bland annat av kejsar Frans Josef I av Österrike och lämnat illustrationer till Goethes Faust och Schillers Sången om klockan. Från 1883 var Liezen-Mayer professor vid akademin i München. Han är representerad bland annat på museet för bildande konst i Budapest och Albertinasamlingarna i Wien.